# Cibotijum
Cibotium, rod papratnica smješten u vlastitu porodicu Cibotiaceae, dio reda Cyatheales.  Postoji desetak vrsta u jugoistočnoj Aziji (5 vrsta),  Srednjoj Americi i Meksiku (2 vrste) i 4 vrste na Havajima.

## Vrste
1. Cibotium arachnoideum (C.Chr.) Holtt.
2. Cibotium barometz (L.) J.Sm.
3. Cibotium chamissoi Kaulf.
4. Cibotium cumingii Kunze
5. Cibotium glaucum (Sm.) Hook. & Arn.
6. Cibotium menziesii Hook.
7. Cibotium nealiae Degen.
8. Cibotium regale Linden ex J.Sm.
9. Cibotium schiedei Schlecht. & Cham.
10. Cibotium taiwanense C.M.Kuo
11. Cibotium ×heleniae D.D.Palmer